# خوسيه خوان فيجوراس
خوسيه خوان فيجوراس (بالإسبانية: José Juan Figueras) هو لاعب كرة قدم إسباني، ولد في 25 يناير 1979 في فيغو في إسبانيا. لعب مع سيلتا فيغو وسيوداد دي مورسيا ونادي أورينسي ونادي إلتشي ونادي غرناطة ونادي لوغو.

## وصلات خارجية
- خوسيه خوان فيجوراس على موقع Soccerbase.com (لاعب) (الإنجليزية)
- خوسيه خوان فيجوراس على موقع Soccerway.com (الإنجليزية)
- خوسيه خوان فيجوراس على موقع عالم كرة القدم.نت (الإنجليزية)
- خوسيه خوان فيجوراس على موقع AS.com (الإسبانية)